# Paul-Lucien Hillemacher
Pour les articles homonymes, voir Hillemacher.
Paul-Lucien Hillemacher est un pseudonyme utilisé par les frères Paul et Lucien Hillemacher pour signer leurs compositions en commun. C'est un cas unique dans l'histoire de la musique.

## Repères biographiques
Paul, né le 25 novembre 1852, et Lucien, né le 10 juin 1860, sont tous deux les enfants du peintre Eugène-Ernest Hillemacher. Ils étudient à quelques années d'intervalle au Conservatoire de Paris, et obtiennent chacun un Premier Grand prix de Rome, en 1876 pour Paul, et en 1880 pour Lucien. C'est d'ailleurs à la Villa Médicis qu'ils vont décider de ne plus composer qu'ensemble,.
Leur premier essai en commun naît en 1879 avec deux mélodies, Le dernier banquet et Barcarolle, et leur association prend sa pleine mesure à partir de 1881, date à laquelle ils signeront désormais leurs œuvres P.L. Hillemacher en adoptant le nom de Paul-Lucien Hillemacher,. C'est sous ce nom qu'ils remportent en 1882 le Grand prix de la ville de Paris avec la légende symphonique Loreley.
En 1902, à l'occasion de l'exécution imminente de leur opéra Orsola, on peut lire dans Le Figaro : « On connaît aussi Paul et Lucien Hillemacher, deux artistes de haute probité musicale, de tempérament original et puissant, qui offrent cette particularité curieuse de n'avoir physiquement aucun trait de ressemblance et pourtant de se confondre "musicalement" au point qu'il est impossible de suivre leur trace respective dans leurs ouvrages communs. »
Et dans Le Monde artiste : « Depuis longtemps déjà, MM. Hillemacher ont résolu d'écrire toutes leurs partitions ensemble, et jamais collaboration ne fut plus étroite. Ils composent sans qu'on puisse savoir exactement qui trouve l'idée et qui donne la forme. On peut dire qu'ils ne font réellement qu'un musicien, car les idées leur sont communes et l'écriture aussi. »
En 1903, les deux frères sont nommés chevaliers dans l'ordre de la Légion d'honneur. En 1909, avec la mort de Lucien, s'achève cette association unique. Paul continuera à composer, mais peu, et sous son seul nom désormais.

## Œuvres

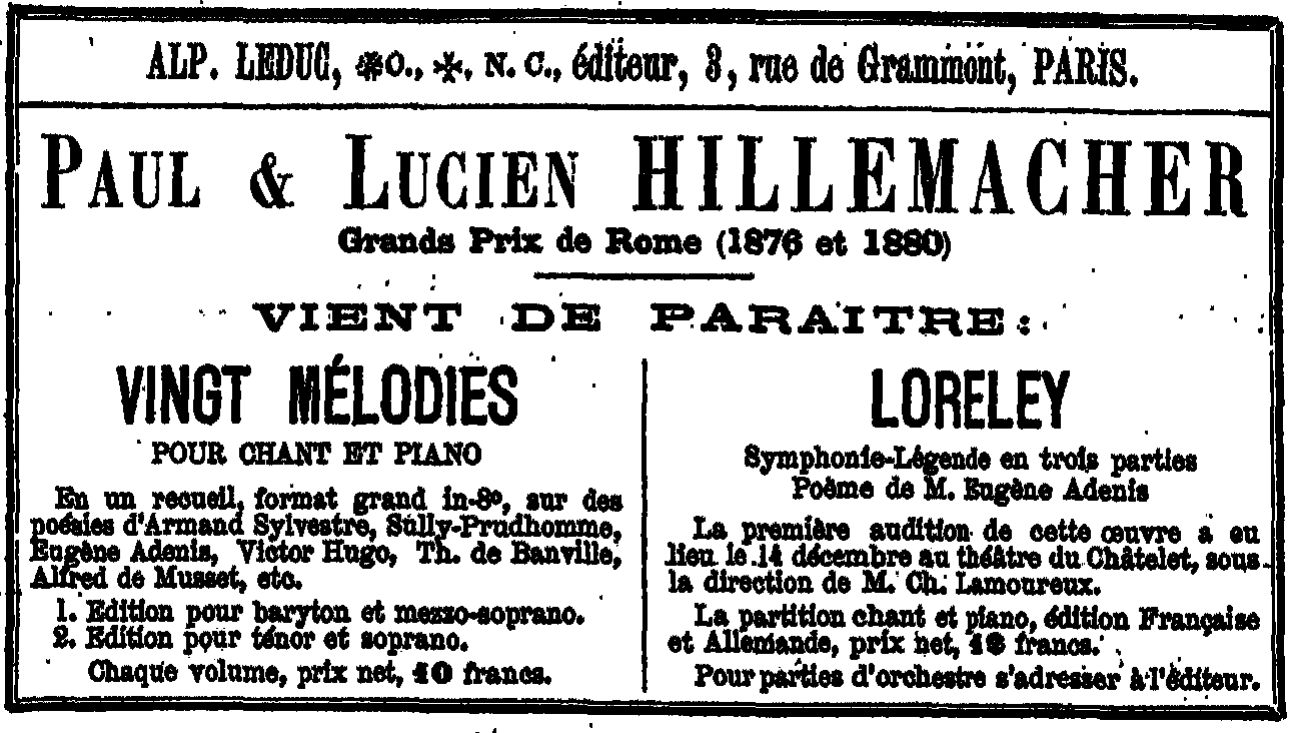
Annonce en 1882 de parutions de partitions

- 5 Romances sans paroles de Mendelssohn, arrangées en suite de concert et orchestrées, 1882
- Loreley, légende symphonique d'après Eugène Adenis, Paris, théâtre du Châtelet, 1882
- 20 mélodies, 1882
- 20 pièces nouvelles pour le piano, 1884
- 3 Valses pour piano à 4 mains, 1884
- Esquisses musicales, 10 pièces pour le piano, 1885
- Retraite, pièce pour orchestre, 1885
- Saint Mégrin, opéra-comique en quatre actes sur un livret d'Ernest Dubreuil et Eugène Adenis d'après Alexandre Dumas, Bruxelles, théâtre de la Monnaie, 2 mars 1886
- La Légende de Sainte Geneviève (oratorio), 1886
- La Passion, drame religieux d'Edmond Haraucourt, 1887
- Les pêcheurs de l'Adriatique, pour voix et orchestre, paroles de C. Brizeux, 1887
- La Cinquantaine, petite suite d'orchestre, 1888
- Une aventure d'Arlequin, opéra-comique en un acte sur un livret de Louis Judicis de Mirandol, Bruxelles, théâtre de la Monnaie, 22 mars 1888
- Élégie pour violon (ou flûte) et violoncelle avec accompagnement de piano, 1889
- Fantaisie pour violon et piano ou orchestre, 1890
- Valse n° 2 en sol majeur pour piano, 1890
- La Danse, chœur à deux voix de femmes avec accompagnement de piano, poésie de L. Marcou, 1890
- Solitudes, 15 poésies d'Haraucourt, 1893
- Héro et Léandre, musique de scène d'après une pièce d'Haraucourt, Paris, Le Chat-Noir, 24 novembre 1893
- Le Régiment qui passe, opéra-comique en un acte sur un livret de Maurice Hennequin, Royan, 11 septembre 1893
- Solitudes, 15 mélodies, poèmes d'Haraucourt, 1893
- One for Two, pantomime en un acte, Londres, Théâtre du Prince de Galles, 26 mai 1894
- Air de ballet, valse pour piano, 1895
- Le Drac, drame lyrique sur un livret de Louis Gallet d'après George Sand et Paul Meurice, Karlsruhe, 14 novembre 1896 en langue allemande (Der Flutgeist) ; Paris, 1942
- Solo de trompette avec accompagnement de piano, morceau de concours du Conservatoire de Paris en 1897
- Sérénade pour flûte et piano, 1898
- Claudie, musique de scène d'après une pièce de George Sand, 1900
- Petite pièce en forme d'étude pour harpe chromatique sans pédales, 1900
- Orsola, drame lyrique sur un livret de Pierre-Barthélemy Gheusi, Paris, Opéra, 21 mai 1902
- 10 mélodies, 1904
- Pièces pour orgue, publiées en 1905
- Pièce de concert pour harpe chromatique, morceau de concours du Conservatoire de Paris en 1906
- Circé, poème lyrique sur un livret d'Haraucourt, Paris, Opéra Comique, 17 avril 1907
- Trois pièces pour violoncelle, avec accompagnement d'orchestre ou piano

## Discographie
- Cinq mélodies in L'invitation au voyage. Mélodies de la Belle Époque, John Mark Ainsley (ténor), Graham Johnson (piano), Hyperion records, 2006[14].